# タッチアップ
タッチアップは、日本の競走馬、種牡馬である。

## 競走馬時代
1994年8月1日、福山競馬場にてデビューし1着。連戦連勝で迎えたキングカップにて無傷の重賞初制覇。その後福山ダービー、楠賞全日本アラブ優駿にて勝ち星を逃すも次走の銀杯での重賞2勝目を皮切りに重賞3含む6連勝を記録。1995年12月3日の西日本アラブダービー優勝をもって晴れてダービー馬となった。1996年からもほぼ掲示板を外さない堅実な走りを披露。なお4月に行われた福山桜花賞にて勝ち星を上げたことで母子二代制覇を達成。1997年も3月頃までは掲示板入りをするも6月の山陽杯は着外を記録。結局その月の鵜飼特別の6着を最後に引退、種牡馬入りする。

## 種牡馬時代
1999年に種牡馬入りするも総産駒数は10頭に留まった。2002年まで供用された後用途変更。その後の動向は不明。
主な産駒
ナルコ（2000年産、帝冠賞2着・アラブギフ大賞典3着等）

## タッチアップメモリアル
2009年9月13日、同馬を記念したメモリアルレースとして、所属競馬場である福山競馬場にてタッチアップメモリアルが開催された(勝ち馬:エイケイボーイ)。

## 血統表
| タッチアップの血統                      | タッチアップの血統               | タッチアップの血統 | （血統表の出典） | （血統表の出典） |
| 父 ミスタージヨージ Mr.George 1982 鹿毛 | 父の父ミルジョージ 1975 鹿毛     | Mill Reef          | Never Bend       | Never Bend       |
| 父 ミスタージヨージ Mr.George 1982 鹿毛 | 父の父ミルジョージ 1975 鹿毛     | Mill Reef          | Milan Mill       |                  |
| 父 ミスタージヨージ Mr.George 1982 鹿毛 | 父の父ミルジョージ 1975 鹿毛     | Miss Charisma      | Ragusa           | Ragusa           |
| 父 ミスタージヨージ Mr.George 1982 鹿毛 | 父の父ミルジョージ 1975 鹿毛     | Miss Charisma      | マタテイナ       |                  |
| 父 ミスタージヨージ Mr.George 1982 鹿毛 | 父の母ローレルカツプ 1966 鹿毛   | ヘリオス           | ブツフラー       | ブツフラー       |
| 父 ミスタージヨージ Mr.George 1982 鹿毛 | 父の母ローレルカツプ 1966 鹿毛   | ヘリオス           | ミスハイペリオン |                  |
| 父 ミスタージヨージ Mr.George 1982 鹿毛 | 父の母ローレルカツプ 1966 鹿毛   | 伊達錦             | イブンヂアド     | イブンヂアド     |
| 父 ミスタージヨージ Mr.George 1982 鹿毛 | 父の母ローレルカツプ 1966 鹿毛   | 伊達錦             | 緑林             |                  |
| 母 イソルデバンガード 1983 栗毛         | 母の父アリラバツト 1973 鹿毛     | Djerba Oua         | Dragon           | Dragon           |
| 母 イソルデバンガード 1983 栗毛         | 母の父アリラバツト 1973 鹿毛     | Djerba Oua         | Doree            |                  |
| 母 イソルデバンガード 1983 栗毛         | 母の父アリラバツト 1973 鹿毛     | Topsa              | Tosco            | Tosco            |
| 母 イソルデバンガード 1983 栗毛         | 母の父アリラバツト 1973 鹿毛     | Topsa              | Xalapa           |                  |
| 母 イソルデバンガード 1983 栗毛         | 母の母ホワイトタイセイ 1978 芦毛 | フオルテイノ       | Grey Sovereign   | Grey Sovereign   |
| 母 イソルデバンガード 1983 栗毛         | 母の母ホワイトタイセイ 1978 芦毛 | フオルテイノ       | Ranavalo         |                  |
| 母 イソルデバンガード 1983 栗毛         | 母の母ホワイトタイセイ 1978 芦毛 | イソルデ           | Milesian         | Milesian         |
| 母 イソルデバンガード 1983 栗毛         | 母の母ホワイトタイセイ 1978 芦毛 | イソルデ           | ラガパ           |                  |